# Mesocricetus
Mesocricetus es un género de roedores miomorfos de la familia Cricetidae propios de Europa y Asia.

## Especies
Se reconocen las siguientes especies:
- Mesocricetus auratus
- Mesocricetus brandti
- Mesocricetus newtoni
- Mesocricetus raddei